# 上魏瑟山

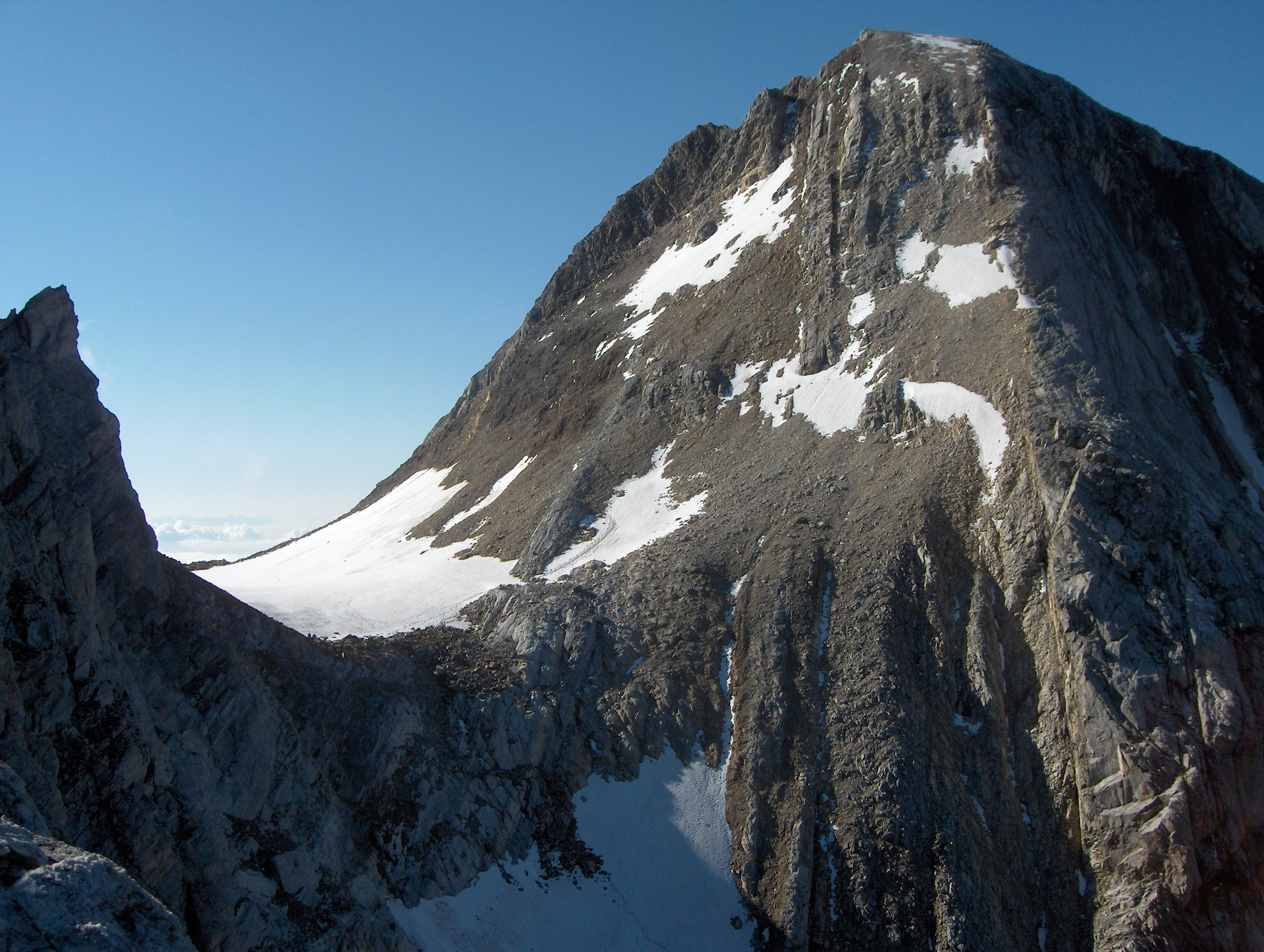

46°44′44″N 11°02′14″E / 46.74556°N 11.03722°E
上魏瑟山（義大利語：Cima Bianca Grande），是意大利的山峰，位於該國北部，由博爾扎諾-南蒂羅爾自治省負責管轄，屬於奧茲塔爾阿爾卑斯山脈的一部分，海拔高度3,281米。